# Strandloka
Strandloka (Ligusticum scothicum) är en växtart i familjen flockblommiga växter.